# Wasserbehälter (Nieder-Saulheim)

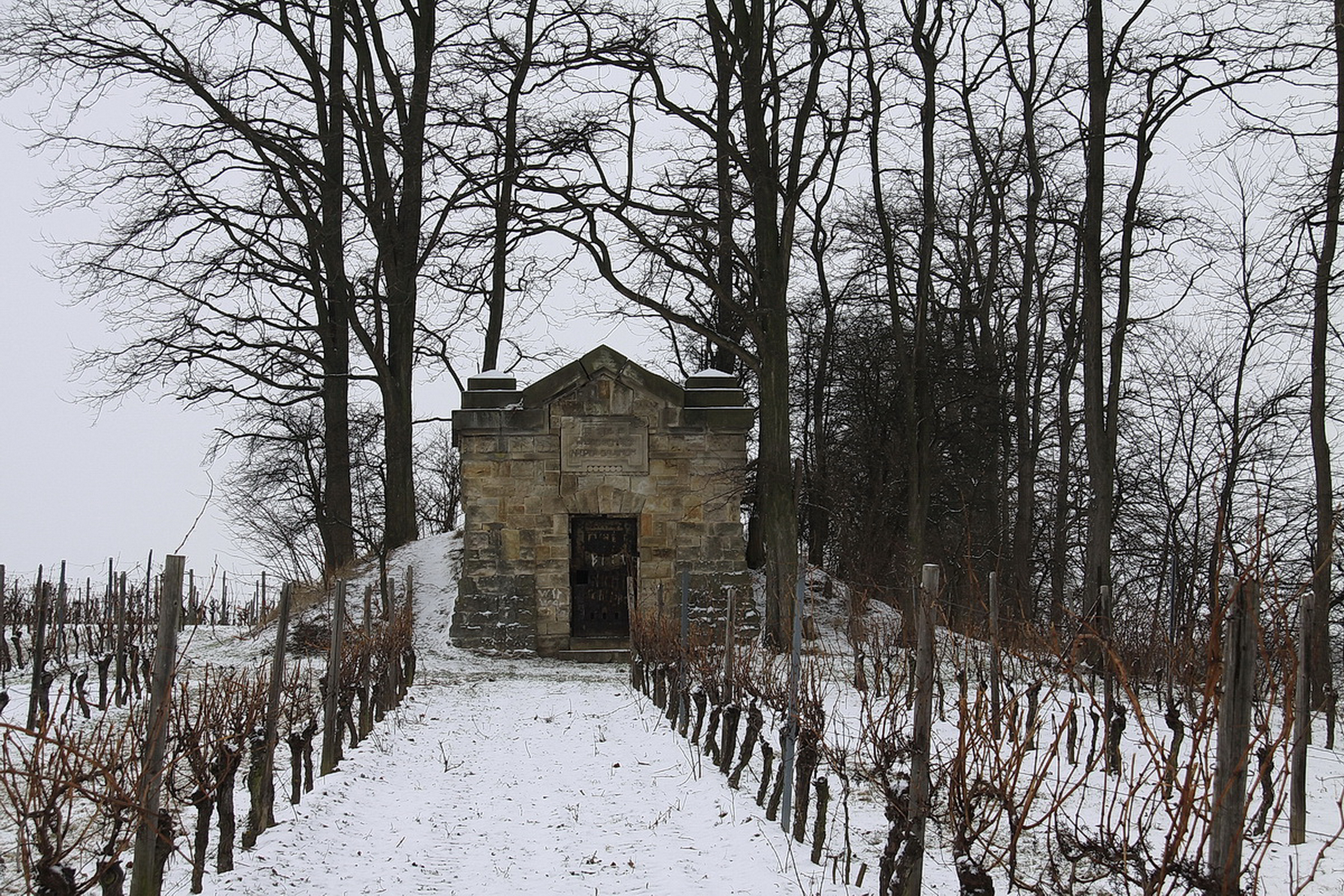
Wasserbehälter in Nieder-Saulheim

Der Wasserbehälter in Nieder-Saulheim, einem Ortsteil der Ortsgemeinde Saulheim im Landkreis Alzey-Worms in Rheinland-Pfalz, wurde 1905 errichtet. Der Wasserbehälter nordwestlich des Orts in der Flur Ober dem Norenberg ist ein geschütztes Kulturdenkmal.
Der historisierende Typenbau aus Sandstein-Bossenquadern ist mit der Jahreszahl 1905 bezeichnet.
Der Wasserbau-Ingenieur und Baubeamte Bruno von Boehmer entwarf und leitete von 1897 bis 1907 die Modernisierung der Wasserversorgung großer Teile Rheinhessens.